# 井上吉弘
井上 吉弘（いのうえ よしひろ）は、安土桃山時代から江戸時代前期にかけての武将。加藤重次の弟。

## 生涯
近江国甲賀の渋谷氏の出身。初め六角氏に従い、六角氏が滅亡すると富山城主・佐々成政に従った。成政が隈本城主になると、兄・重次と共に肥後国入りしたが、肥後国人一揆など内政の失敗で成政が豊臣秀吉の命で切腹すると、兄と共に後任の熊本城主である加藤清正に仕えた。食禄は1,000石に始まり後に2,020石にまで加増を受けた。
佐敷城代となった重次が主君・清正と共に豊臣秀吉の命で朝鮮出兵（文禄の役）に従軍すると、手薄になった佐敷城の留守居役として守った。天正20年（1592年）、島津氏の家臣梅北国兼らが反乱を起こして佐敷城を6月15日に部下730〜1000人規模で占拠した時、吉弘は井上彦左衛門、坂井善左衛門、安田弥右衛門らと謀り、6月17日の酒宴の席で油断した国兼を討ち取った。この梅北一揆を鎮圧した後、朝鮮出兵に参加した。
後に清正の側用人となり、加藤家家臣・井上宗庵（清和源氏頼季流）の婿養嗣子となって、井上姓に改めた。
寛永9年（1632年）、2代藩主・加藤忠広改易後、入道して浄庵と名乗り、尼崎城主・青山幸成（後に尼崎藩初代藩主）の客分（20人扶持）として招かれ、寛永20年（1643年）に尼崎で死去した。
長男の市大夫（尼崎藩300石）は尼崎にて病死、家督を相続した次男弥一郎（尼崎藩200石）は、世子青山幸利の代に故郷の肥後国熊本への帰郷を願い出て、許されている。後に細川家2代藩主細川光尚に召しだされ、子孫は明治維新以降も続いた。大日本帝国憲法、皇室典範草案者である井上毅は、その子孫である。三男は吉次ー宗盆（吉次の子、熊本藩藩医）、四男初代与平（譜代大和高取植村藩に仕官）後に加藤姓に改める（初代加藤与平）、五男了学（専妙寺開基）、ほかに娘二人、いずれも子孫明治以降まで続いた。

## 関連作品
- 小山ゆうの漫画『あずみ』に井上勘兵衛として登場。

## 参考資料
- 井上弥一郎梅北一揆始末覚
- 梅北宮内左衛門一揆之次第